# NGC 6943
NGC 6943 est une vaste galaxie spirale barrée située dans la constellation du Paon. Sa vitesse par rapport au fond diffus cosmologique est de 3 049 ± 6 km/s, ce qui correspond à une distance de Hubble de 45,0 ± 3,2 Mpc (∼147 millions d'al). NGC 6943 a été découverte par l'astronome britannique John Herschel en 1835.
La classe de luminosité de NGC 6943 est III-IV et elle présente une large raie HI. Selon la base de données Simbad, NGC 6911 est une candidate au titre de galaxie à noyau actif
À ce jour, 17 mesures non basées sur le décalage vers le rouge (redshift) donnent une distance de 34,671 ± 2,936 Mpc (∼113 millions d'al), ce qui est à l'extérieur des valeurs de la distance de Hubble. Notons que c'est avec la valeur moyenne des mesures indépendantes, lorsqu'elles existent, que la base de données NASA/IPAC calcule le diamètre d'une galaxie et qu'en conséquence le diamètre de NGC 6943 pourrait être d'environ 69,9 kpc (∼228 000 al) si on utilisait la distance de Hubble pour le calculer.

## Supernova
Deux supernovas ont été découvertes dans NGC 6943 : SN 1998ew et SN 2005av.

### SN 1998ew
Cette supernova a été découverte le 23 novembre 1998 par Roberto Antezana. Cette supernova était de type II. Au moment de sa découverte, sa magnitude visuelle était de 14,0.

### SN 2005av
Cette supernova a été découverte le 24 mars 2005 par l'astronome amateur sud africain Berto Monard. Cette supernova était de type IIn. Au moment de sa découverte, sa magnitude visuelle était de 15,4.